# روبرت بي. ليندسي
روبرت بي. ليندسي (بالإنجليزية: Robert B. Lindsay)‏ هو محامي وسياسي أمريكي، ولد في 3 يوليو 1824 في Lochmaben ‏ في المملكة المتحدة، وتوفي في 13 فبراير 1902 في توسكومبيا في الولايات المتحدة. نشط حزبياً في الحزب الديمقراطي. وقد انتخب حاكم ألاباما ‏ (26 نوفمبر 1870 – 17 نوفمبر 1872).